# Шизофонія
Шизофо́нія (рос. шизофония, англ. Schizophonia, від дав.-гр. σχίζω — розколюю, та phonos — звук) — музикознавчий та культурологічний термін, що позначає розрив звукохвильового процесу при сприйнятті музики, який призводить до дисонансу між умовами виконання музики та умовами її сприйняття. Дотичним терміном є акусамтизм (англ. Acousmatic sound), що описує звук, оригінальне джерело якого слухач не може побачити.  

## Історія
Підґрунтя для виникнення шизофонії було закладено ще у 1877 Томасом Едісоном, що винайшов фонограф — перший звукозаписуючий пристрій. В 1940-х роках групою музикантів ведуться активні експерименти над перетвореними звуках музичних інструментів або немузичних звуків, що дали початок т.зв. конкретної музики, заклавши підвалини для розвитку шизофонії як явища не тільки вимушеного, але й зумисного. Широкого розповсюдження явище шизофонії отримало після 1960-х, з бурхливим розвитком індустрії звукозапису і особливо після 1980-х років з появою та бурхливим розвитком техніки цифрового аудіо.
Термін «шизофонія» англ. Schizophonia імовірно запровадив канадський дослідник і композитор Реймонд Мюррей Шафер. «Шизофонія» також детально розглядається російським музикознавцем Є.Назайкінським в роботі «Стиль і жанр в музиці» (2002). Польський дослідник В. Котонський у книзі «Електронна музика» описує подібне явище терміном «акусматизм» (пол. akusmatyzm).

## Сутність ефекту та його наслідки
Шизофонія характеризується відсутністю кореляції між слуховими враженнями та джерелом звуку і призводить до оцінки звуку лише з огляду на сонористичні властивості.
Шизофонічний розрив може здійснюватись як у просторі (іноді до десятків тисяч км) так і в часі (до десятків років), або, найчастіше, одночасно в просторі й часі. В шизофонічній зоні звук може існувати у вигляді електромагнітних коливань, «звукових доріжок», магнітних доменів тощо, в залежності від аудіоапаратури, що її забезпечує. Границі шизофонічної зони визначають з одного боку — мікрофони, з іншого — динаміки або навушники.
Шизофонія нерозривно пов'язана з епохальними змінами в культурі. Вона стала одним із наслідків третьої інформаційної революції і зумовила нову форму побутування музики — віртуальну.
На думку дослідників нова форма побутування музики сформувала принципово новий тип слухача — слухача, що не концентрує своєї уваги на сприйнятті музики. Прослуховування музики в невластивих умовах сприяє, на думку дослідників зростанню автономії слуху та розладу природних зв'язків органів почуттів, що ставить нову проблему перед психологією.